# Naviglio di Ivrea
Il naviglio di Ivrea (navil d'Ivrea in piemontese) è un canale artificiale del Piemonte che trae origine della Dora Baltea a Ivrea (TO) e termina scaricandosi nel Sesia a Vercelli.

## Percorso

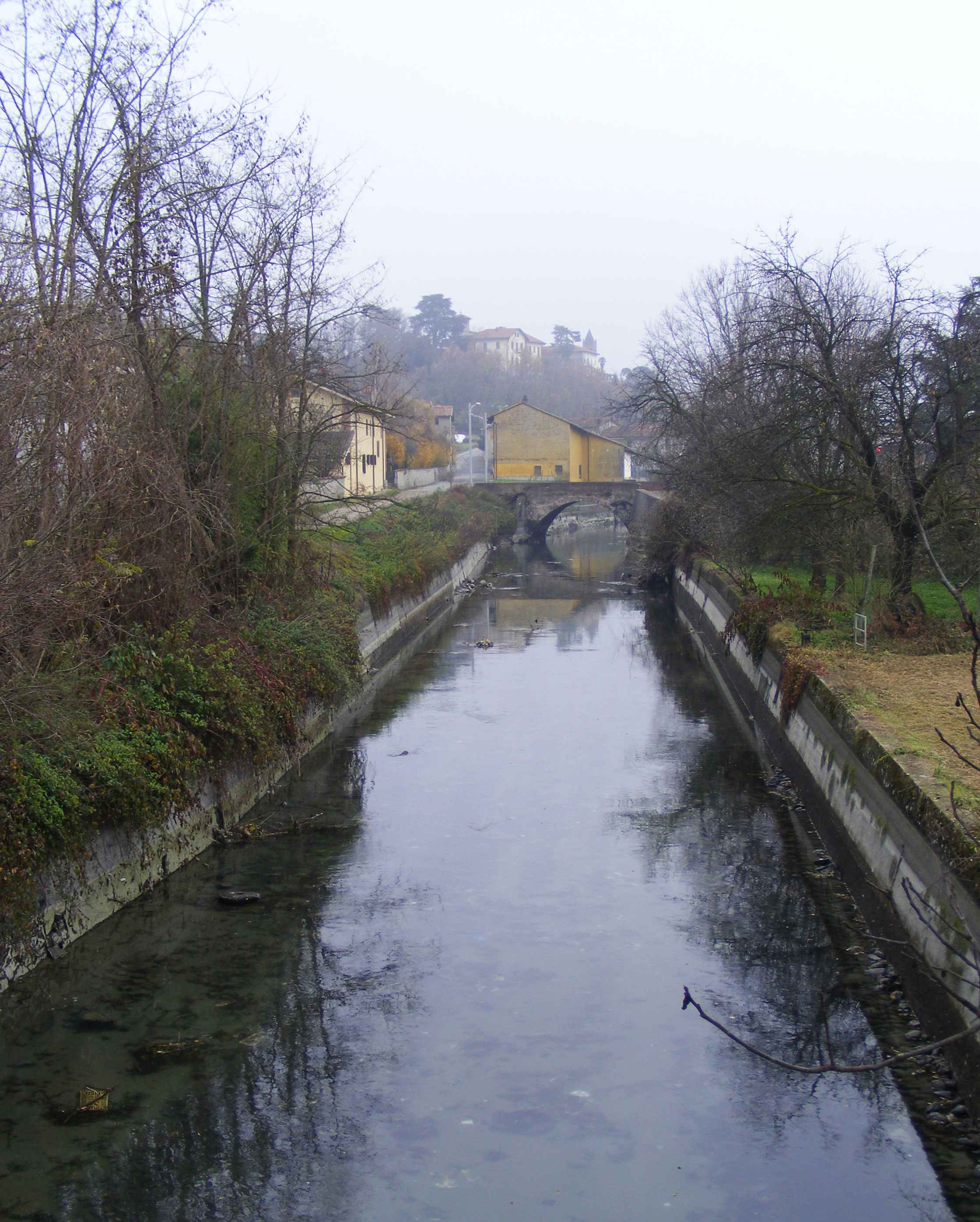
Il naviglio di Ivrea a Borgomasino

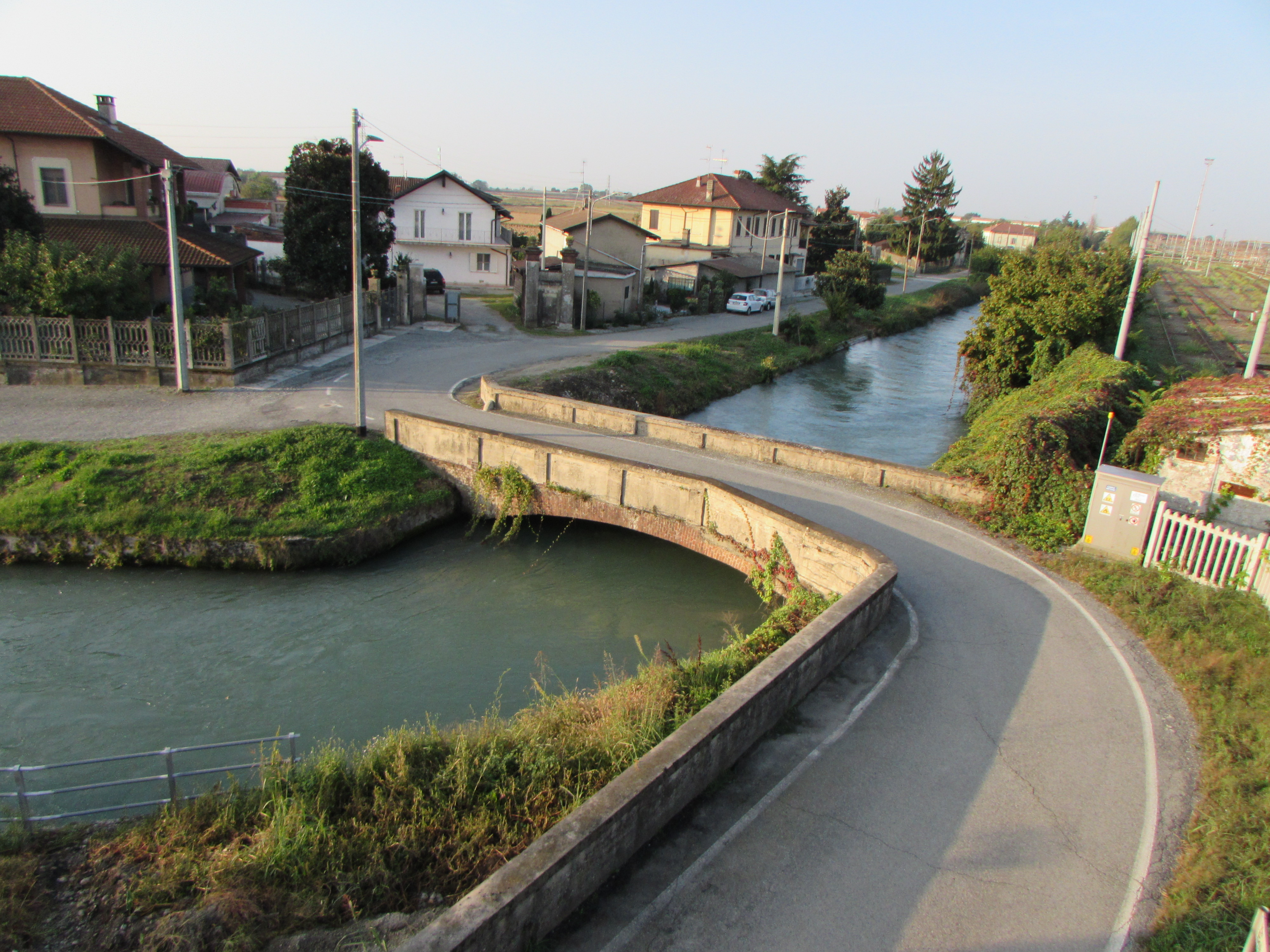
Veduta del Naviglio a Santhià

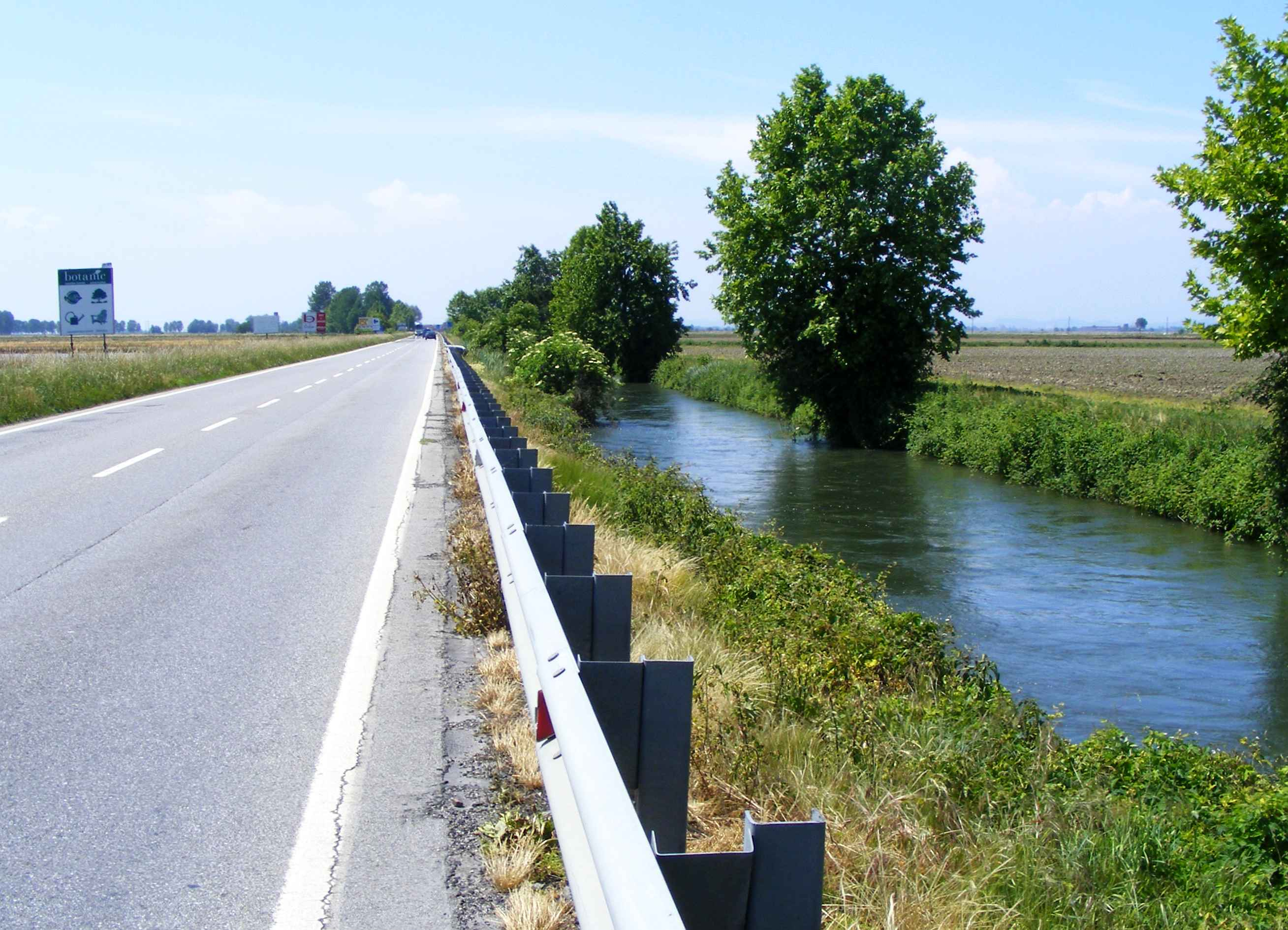
Il canale tra San Germano e Vercelli

Il naviglio nasce dalla Dora Baltea presso il centro storico di Ivrea dove il fiume, dopo aver attraversato uno stretto canyon in mezzo alla città, si allarga.
Prosegue quindi verso sud-est, costeggia la morena di Masino e si avvia verso la forra di Mazzè, gola che chiude l'anfiteatro morenico di Ivrea : qui, dato l'esiguo spazio a disposizione, affianca la stessa Dora Baltea scorrendo vicinissimo al fiume, poche decine di metri più a nord.
In corrispondenza della frazione Rocca di Villareggia se ne discosta puntando verso nord-ovest.
Entrato in Provincia di Vercelli porta acqua alle risaie e incrocia tramite un nodo idraulico (Nodo della Restituzione) il canale Depretis.
 
Il naviglio raggiunge poi Santhià, dove forniva l'acqua alla Stazione Idrometrica Sperimentale, e da dove, fiancheggiato dall'ex SS 11, al Nodo idraulico della Naia (168 m di quota) incrocia anche il canale Cavour.
Prosegue quindi verso San Germano Vercellese ed entra in Vercelli; attraversata la città termina infine il suo corso nel Sesia, a 120 metri di quota.

## Storia
Il canale fu costruito come canale navigabile nel 1468 da Jolanda di Savoia per collegare la città di Ivrea a quella di Vercelli e per irrigare le campagne del Vercellese.
Oggi la sua principale funzione è quella di fornire acqua alla risicoltura.
Nei pressi della ex SS 143 sul canale è attiva una centrale idroelettrica.